# Hydraena britteni
Hydraena britteni es una especie de escarabajo del género Hydraena, familia Hydraenidae. Fue descrita científicamente por Joy en 1907.
Esta especie se encuentra en Europa, Islandia y Rusia.